# Transition (Zeitschrift)
Transition, im Untertitel The Magazine of Africa and the Diaspora, ist eine amerikanische Zeitschrift mit afrikanischen Wurzeln, deren Leserschaft vorrangig aus schwarzen Intellektuellen besteht. Die Zeitschrift erscheint in englischer Sprache, anfangs vierteljährlich, derzeit dreimal jährlich. Sie enthält Beiträge zu afroamerikanischen Debatten, Prosa und zeitgenössischer Kunst sowie Fotografie. Die Zeitschrift wird seit 1991 in den USA herausgegeben, heute von der Indiana University Press (IUP) in Bloomington, Indiana.

## Geschichte

### Transitionin Uganda
Transition wurde 1961 von Rajat Neogy in Kampala als Monatsmagazin gegründet. Schon bald nachdem Uganda 1962 seine Unabhängigkeit erlangt hatte, begann die ugandische Regierung die Zeitschrift als „subversiv“ zu bezeichnen und zu verfolgen. Präsident Milton Obote ließ 1968 Rajat Neogy verhaften. Nach seiner Freilassung verließ Neogy 1969 Uganda.

### Transitionin Ghana
In Accra gelang Neogy 1971 ein Neuanfang für Transition. Der spätere Nobelpreisgewinner Wole Soyinka wurde ihr Chefredakteur. Transition wurde schnell zur führenden intellektuellen Zeitschrift Afrikas. Unter anderem schrieben der tansanische Präsident Julius Nyerere und der nigerianische Schriftsteller Chinua Achebe für Transition, aber auch Amerikaner wie die Schriftsteller James Baldwin und Paul Theroux, der Dichter Langston Hughes und der Intellektuelle Henry Louis Gates, Jr. 1976 wurde die Zeitschrift vorerst eingestellt. 

### Transitionin den USA
Seit 1991 erscheint Transition wieder, bis 2007 bei der Oxford University Press in New York und seit 2008 bei der IUP in Bloomington. Die Hefte von Transition haben jeweils einen Themenschwerpunkt, unter dem dessen Texte und Fotos stehen. Die Themenhefte widmeten sich zum Beispiel Theodor Adorno, Afrikanische Kunst, Schwarze Hebräer, Afrobrasilianer, Nelson Mandela oder Bisexualität.